# Sophie Karmasin
Sophie Karmasin née le 5 janvier 1967 à Vienne, est une femme politique autrichienne. Elle est ministre fédérale de la Famille et de la Jeunesse d'Autriche du 16 décembre 2013 au 18 décembre 2017.

## Biographie

### Arrestation pour détournement de fonds publics
Soupçonnée de détournement de fonds publics, elle est placée en détention pendant quelques semaines en 2022. Elle aurait notamment commandé des sondages truqués en faveur du chancelier Sebastian Kurz, payés avec de l'argent public, et touché des pots-de-vin, parmi d’autres infractions, selon l’accusation.